# آلفرد گولدل-برونیکوون
آلفرد گولدل-برونیکوون (انگلیسی: Alfred Goeldel-Bronikoven؛ زادهٔ ۱۲ مارس ۱۸۸۲ - درگذشته نامشخص) تیرانداز اهل آلمان است.
وی در مسابقات کشوری و بین‌المللی در مجموع برندهٔ ۱ مدال نقره، ۱ مدال برنز شده‌است.